# Klaus Modick

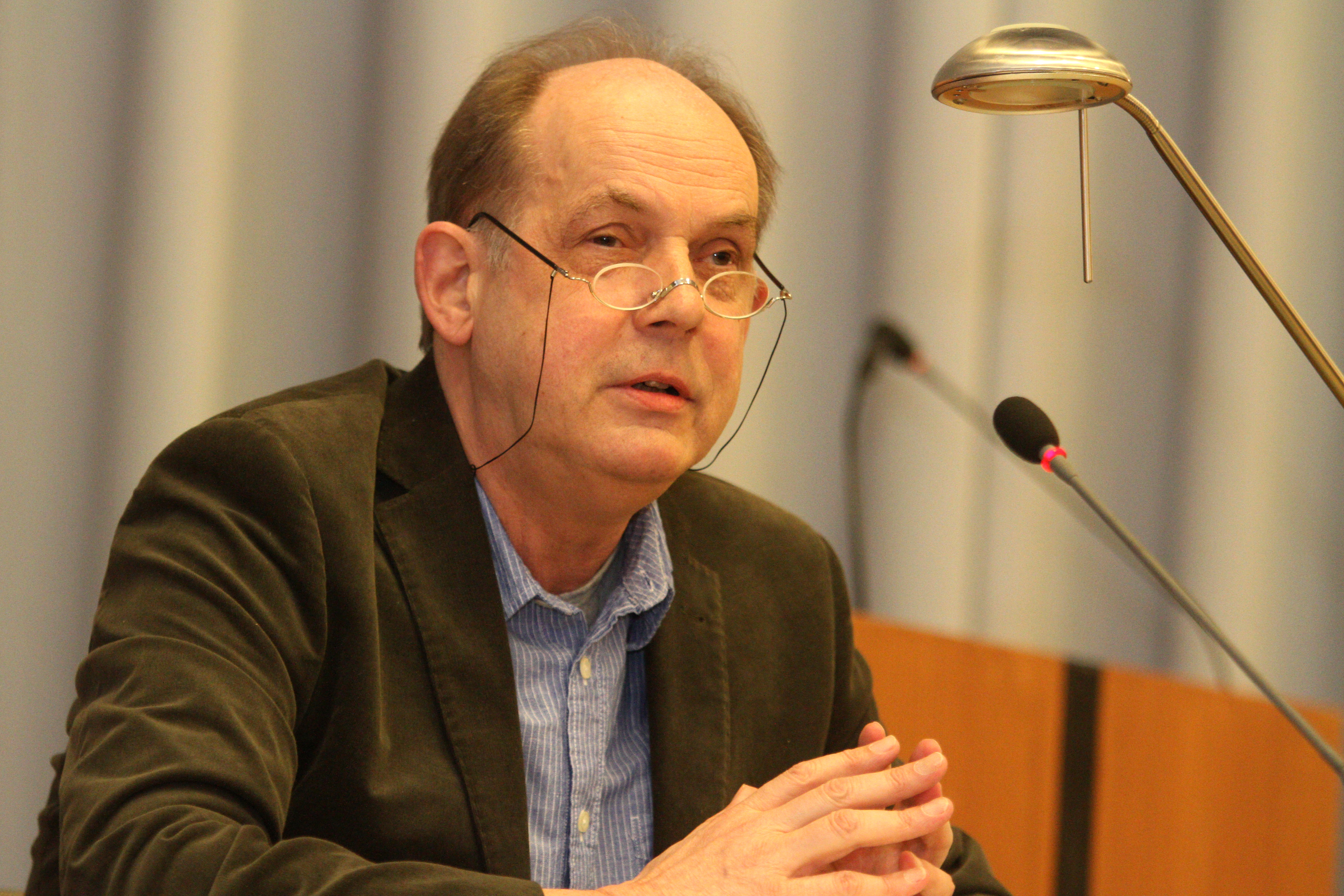
Klaus Modick bei einer Lesung im Oldenburger Kulturzentrum (2015)

Klaus Modick (* 3. Mai 1951 in Oldenburg) ist ein deutscher Schriftsteller und literarischer Übersetzer.

## Leben
Klaus Modick besuchte das Alte Gymnasium in Oldenburg (Oldenburg). Nach dem Abitur 1971 studierte er Germanistik, Geschichte und Pädagogik an der Universität Hamburg. 1977 legte er das Erste Staatsexamen für das Lehramt an Gymnasien in den Fächern Deutsch und Geschichte ab, 1980 promovierte er in Literaturwissenschaft bei Karl Robert Mandelkow mit einer Arbeit über Lion Feuchtwanger zum Dr. phil. Danach war er unter anderem als Werbetexter und Lehrbeauftragter tätig.
Modick ist seit 1984 freier Schriftsteller und Übersetzer. Er ist Mitglied des PEN-Zentrums Deutschland und der Freien Akademie der Künste in Hamburg. Er las in den Wettbewerben um den Ingeborg-Bachmann-Preis 1988 und 1994. Von 1986 bis 1992 schrieb er monatliche Kolumnen (Taschenbücher) für Die Zeit, von 1997 bis 2002 für Die Tageszeitung. Modick war am Deutschen Literaturinstitut Leipzig und in den Vereinigten Staaten von Amerika (USA) am Middlebury College und Dartmouth College Gastprofessor. Von 1996 bis 2002 war er Dozent für Kreatives Schreiben an der Universität Bielefeld, von 2000 bis 2003 Mitglied der Literaturkommission des niedersächsischen Ministeriums für Wissenschaft und Kunst. Von 2004 bis 2008 organisierte und moderierte er für den Oldenburger Kunstverein Literaturgespräche. 2014 bis 2019 war er beratendes Mitglied im Kulturausschuss der Stadt Oldenburg (Oldb). 2019 wurde er in die Freie Akademie der Künste in Hamburg berufen.
Modick lebt in Oldenburg und ist mit einer US-Amerikanerin verheiratet. Das Paar hat zwei Töchter.

## Werk
Nachdem er zuvor bereits literaturwissenschaftliche und essayistische Texte publiziert hatte, debütierte Modick 1984 literarisch mit der Novelle Moos, die von der Kritik freundlich aufgenommen wurde, aber kein großes Publikum fand. Als frühes Beispiel für so genanntes Nature Writing beziehungsweise Eco Fiction erfuhr der Text jedoch dank Übersetzungen ins Englische und Französische eine Wiederentdeckung.
Der Durchbruch gelang Modick mit seinen Romanen Ins Blaue (1985), der 1990 vom ZDF verfilmt wurde und später mit September Song (2002) eine Fortsetzung erfuhr, sowie Das Grau der Karolinen (1986), der als Beispiel postmodernen Erzählens gilt und in mehrere Sprachen übersetzt wurde. Erfolgreich waren auch die Romane Der Flügel (1994), die Weihnachtsgeschichte Vierundzwanzig Türen (2000), die drei unterschiedliche Generationserfahrungen spiegelt, und besonders Der kretische Gast (2003), ein episches Werk über die deutsche Besatzungsherrschaft auf Kreta während des Zweiten Weltkriegs.
Ein Schwerpunkt von Modicks Schaffen liegt auf dem Themengebiet Kinder und Familie, zum Beispiel Vierundzwanzig Türen oder auch das autobiografische Vatertagebuch (2005). Der Roman Klack (2013) erzählt eine Familien- und Pubertätsgeschichte, die auf dem Höhepunkt des Kalten Kriegs 1960/1961 zwischen Mauerbau und Kuba-Krise spielt.
Die Romane Weg war weg (1988) und Bestseller (2006), deren Held der Schriftsteller Lukas Domcik (Anagramm von Klaus Modick) ist, sind satirische Auseinandersetzungen mit dem Literaturbetrieb.
Schon in den Romanen Der Flügel (1994) und Der Mann im Mast (1997) hat Modick sich mit deutsch-amerikanischen Themen beschäftigt. Im Roman Die Schatten der Ideen (2008) rückt dieser Themenkomplex in den Mittelpunkt. Erzählt wird die Geschichte eines deutschen Historikers, der 1935 in die USA emigriert, dort unter anderem die Bekanntschaft mit dem im Vermonter Exil lebenden Schriftsteller Carl Zuckmayer macht und schließlich in die Hysterie der McCarthy-Ära gerät. Das Exil-Thema wird dann in Modicks Roman Sunset (2011) fortgeführt am Beispiel der Freundschaft zwischen den nach Los Angeles emigrierten Schriftstellern Bertolt Brecht und Lion Feuchtwanger. Der Roman wurde 2011 sowohl für den Deutschen Buchpreis als auch für den Wilhelm-Raabe-Literaturpreis nominiert.
Mit dem Roman Konzert ohne Dichter (2015) entwirft Modick anhand der Entstehungsgeschichte des Gemäldes Das Konzert oder Sommerabend auf dem Barkenhoff von Heinrich Vogeler ein Panorama der Worpsweder Künstlerkolonie um 1900 und erzählt die schwierige Beziehung Vogelers zu Rainer Maria Rilke. Der Roman wurde sofort nach Erscheinen zu einem Bestseller, erzielte bereits im Erscheinungsjahr eine Auflagenhöhe von über 100000 Exemplaren, wurde auch von der Literaturkritik begeistert aufgenommen und erreichte Platz 1 der SWR-Bestenliste.
Nach Sunset und Konzert ohne Dichter veröffentlichte Modick mit Keyserlings Geheimnis (2018) einen weiteren Künstlerroman. In dessen Mittelpunkt steht der baltische Literat Eduard von Keyserling und die Genese des Porträt-Gemäldes, das Lovis Corinth im Sommer 1901 von Keyserling anfertigte.
Konzert ohne Dichter und Keyserlings Geheimnis belegen Modicks Interesse für Bildende Kunst und Bilder. Das Grau der Karolinen erzählt die Geschichte eines Gemäldes als Geschichte seiner Rezeption, Vierundzwanzig Türen wird durch die Bilder eines künstlerischen Adventskalenders strukturiert und erzählt die Geschichte eines Kunstraubs – geraubt werden dort Worpsweder Gemälde. Plot und Handlung des Romans Der kretische Gast werden durch alte Fotos in Gang gebracht und gehalten, und Klack ist komponiert wie ein mit Erinnerungen kommentiertes Fotoalbum.
In der KiWi-Musikbibliothek erschien 2020 eine Art Kurzroman über Leonard Cohen. Modick erzählt dort vom prägenden Einfluss des kanadischen Sängers und Dichters auf einen jungen Mann in den 1970er Jahren.
Der Roman Fahrtwind (2021) ist ein weiteres Beispiel für Modicks Verarbeitung literarischer Traditionen, handelt es sich dabei doch um eine ironische Hommage an Joseph von Eichendorffs Aus dem Leben eines Taugenichts. Modick überführt einige Motive und Stationen der spätromantischen Novelle als eine Art Roadmovie in die 1970er Jahre. Der Taugenichts ist hier ein Vertreter jener antiautoritären, hedonistischen Generation, deren gesellschaftskritische Verweigerungshaltung weniger von linken Ideologien als vielmehr von Rockmusik, Rauscherfahrungen und Love- and Peace-Utopien geprägt ist.
Für Die Zeit, die Süddeutsche Zeitung, die tageszeitung und andere Zeitschriften und Zeitungen schrieb Modick zahlreiche Kritiken und Rezensionen. Seine essayistische und literaturkritische Kompetenz ist in den Sammelbänden Das Stellen der Schrift (1988), Milder Rausch (1999), Ein Bild und tausend Worte (2016) und Nachlese (2024) dokumentiert.
Als literarischer Übersetzer hat Modick zahlreiche englische und amerikanische Werke ins Deutsche übertragen.
Für das Album Metamorphosen der Musiker Fröhling & Schicke (Schicke Führs Fröhling) schrieb Modick die Songtexte.

## Rezeption
„Klaus Modick hat sich (...) längst als einer der großen Erzähler der Bundesrepublik erwiesen.“ (Denis Scheck, Druckfrisch)
„Klaus Modick ist ein großartiger Erzähler (...), einer der begabtesten Impressionisten und letzten Romantiker des deutschen Sprachraums.“ (Bernd Eilert, Frankfurter Allgemeine Zeitung, 3. Mai 2021)
Modick ist „Spezialist für eine Literatur, in der das alte deutsche Dilemma zwischen Leichtigkeit und Tiefe, Unterhaltung und Bildung, Publikumsnähe und Niveau sich wundersamerweise aufzulösen scheint.“ (Kristina Maidt-Zinke, Süddeutsche Zeitung, 29. April 2021)
Klaus Modicks Werke gelten „als das bedeutende Beispiel eines zugleich realitätshaltigen und spielerischen, hintergründigen und unterhaltsamen Erzählens. Seine Romane sind vielschichtig, geprägt von komplexen Motivverarbeitungen und literarischen Anspielungen, aber an der Oberfläche immer süffig und, wie man sagt, gut zu lesen.“ (Hubert Winkels, Deutschlandfunk)
Modick schreibt „mit jener spezifischen Leichtigkeit, die in Deutschland einen schweren Stand hat. Sie ist gut komponiert, sie wird suggestiv erzählt; und sie leistet unangestrengt alles, was angestrengtere Literatur auch von sich verlangt.“ (Jochen Hörisch, Neue Zürcher Zeitung)
Modick „bietet, was dem Vorurteil nach nur angelsächsische Bücher auszeichnet, hervorragende und intelligente Unterhaltung auf hohem Niveau.“ (Helmut Mörchen, Die Neue Gesellschaft/Frankfurter Hefte)
„Man könnte sagen, dass Klaus Modicks Romane geeignet sind, nachkommenden Generationen zu zeigen, wie Menschen unserer Zeit gelebt und empfunden haben.“ (Thomas Schaefer, Hannoversche Allgemeine Zeitung)
„Seine Romane sind im besten Sinne das, was die Engländer readable nennen: zugänglich, genießbar und leichtfüßig – bei großer Stimmigkeit im genauestens recherchierten Detail.“ (Frank Dietschreit, Der Tagesspiegel)

## Werke (Auswahl)

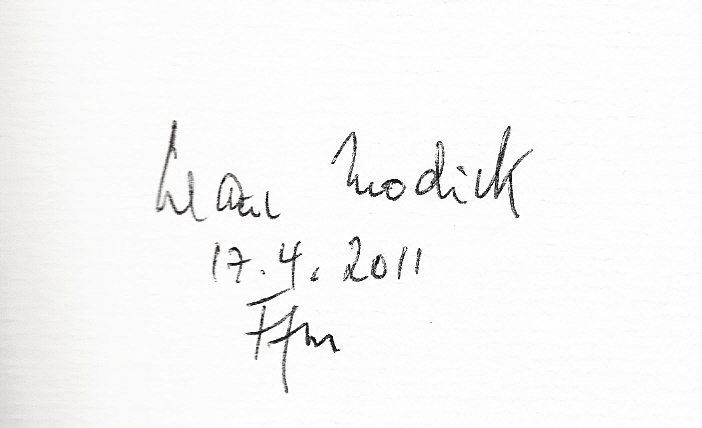
Autograph von Modick

- Lion Feuchtwangers Roman „Erfolg“. Scriptor, Kronberg/Ts. 1978 (mit Egon Brückener). ISBN 3-589-20657-8.
- Lion Feuchtwanger im Kontext der zwanziger Jahre. Scriptor, Königstein/Ts. 1981. ISBN 978-3-589-20766-4.
- Moos. Novelle. Haffmans, Zürich 1984. ISBN 3-251-00034-9.
- Ins Blaue. Roman. Machwerk, Siegen 1985. ISBN 3-922524-20-6.
- Das Grau der Karolinen. Roman. Rowohlt, Reinbek bei Hamburg 1986. ISBN 3-498-04295-5.
- Weg war weg. Roman. Rowohlt, Reinbek bei Hamburg, 1988, ISBN 978-3-89598-518-8.
- Das Stellen der Schrift. Essays. Affholderbach & Strohmann, Siegen 1988. ISBN 3-922524-64-8.
- Die Schrift vom Speicher. Roman. Frankfurter Verlagsanstalt, Frankfurt am Main 1991. ISBN 978-3-627-10120-6.
- Der Schatten, den die Hand wirft. Sonette. Frankfurter Verlagsanstalt, Frankfurt am Main 1991. ISBN 978-3-627-10121-3.
- Das Licht in den Steinen. Roman. Frankfurter Verlagsanstalt, Frankfurt am Main 1992. ISBN 978-3-627-10122-0.
- Der Flügel. Roman. Schöffling & Co, Frankfurt am Main 1994, ISBN 978-3-596-12969-0.
- Das Kliff. Roman. Schöffling & Co, Frankfurt am Main 1995. ISBN 978-3-89561-021-9.
- Der Mann im Mast. Roman. Schöffling & Co, Frankfurt am Main 1997, ISBN 978-3-492-24757-3.
- Milder Rausch. Essays. Eichborn, Frankfurt am Main 1999. ISBN 978-3-8218-0841-3.
- Vierundzwanzig Türen. Roman. Eichborn, Frankfurt am Main 2000. ISBN 3-8218-0839-X.
- September Song. Roman. Eichborn, Frankfurt am Main 2002, ISBN 3-8218-0905-1.
- Der kretische Gast. Roman. Eichborn, Frankfurt am Main 2003, ISBN 978-3-492-24206-6.
- Vatertagebuch. Eichborn, Frankfurt am Main 2005, ISBN 978-3-423-20573-3.
- Bestseller. Roman. Eichborn, Frankfurt am Main 2006, ISBN 978-3-492-25218-8.
- Die Schatten der Ideen. Roman. Eichborn, Frankfurt am Main 2008, ISBN 978-3-492-25443-4.
- Krumme Touren. Geschichten. Eichborn, Frankfurt am Main 2010, ISBN 978-3-8218-0880-2.
- Sunset. Roman. Eichborn, Frankfurt am Main 2011, ISBN 978-3-8218-6117-3.
- Klack. Roman. Kiepenheuer & Witsch, Köln 2013, ISBN 978-3-462-04515-4.
- Konzert ohne Dichter. Roman. Kiepenheuer & Witsch, Köln 2015, ISBN 978-3-462-04741-7.
- Ein Bild und tausend Worte. Die Entstehungsgeschichte von „Konzert ohne Dichter“ und andere Essays. Kiepenheuer & Witsch, Köln 2016, ISBN 978-3-462-04926-8.
- Keyserlings Geheimnis. Roman. Kiepenheuer & Witsch, Köln 2018, ISBN 978-3-462-05156-8.
- Leonard Cohen. KIWI Musikbibliothek Band 5. Kiepenheuer & Witsch, Köln 2020. ISBN 978-3-462-05380-7.
- Fahrtwind. Roman. Kiepenheuer & Witsch, Köln 2021. ISBN 978-3-462-00130-3.
- Nachlese. Hundert Bücher – Ein Jahrhundert. Onomato Verlag. Düsseldorf 2024 (mit Bernd Eilert). ISBN 978-3-949899-22-5.

### Herausgeberschaften
- Kabelhafte Perspektiven. Wer hat Angst vor neuen Medien? (mit Matthias-Johannes Fischer). Edition Nautilus, Hamburg 1984. ISBN 978-3-922513-13-1.
- Allerneueste Vergangenheit. Walter Benjamins Passagenwerk. Edition Nautilus, Hamburg 1984.
- Traumtanz. Ein berauschendes Lesebuch. Rowohlt, Reinbek 1986.
- Walt Whitman. Tagebuch 1876–1882. Head Farm, Odisheim 1986.
- Man müßte nochmal 20 sein, oder doch lieber nicht? Ein Lesebuch. (mit Bernhard Lassahn). Rowohlt, Reinbek 1987. ISBN 978-3-499-15900-8.
- Humus. Hommage à Helmut Salzinger (mit Michael Kellner und Mo Salzinger). Kellner, Hamburg 1996. ISBN 3-89630-101-2.
- Helmut Salzinger: Moor. Ein Versuch nichts zu erzählen (mit Mo Salzinger). Odisheim 1996. ISBN 3-922445-08-X.
- Die Axt im Haus. Rowohlt, Reinbek 1999. ISBN 978-3-499-26162-6.
- Von Lust und Last literarischen Schreibens. Werkstattberichte deutscher Schriftsteller. (mit Helmut Mörchen). Frankfurt/M. 2001. ISBN 978-3-8218-0888-8.
- We’d love to turn you on. Eine Liebeserklärung an die Beatles. (mit Matthias Bischoff). Köln 2012. ISBN 978-3-8479-0503-5.

### Übersetzungen (Auswahl)
- Aravind Adiga: Zwischen den Attentaten. Beck, München 2009. ISBN 978-3-406-59270-6.
- Sebastian Faulks: Gesang vom großen Feuer. Schöffling & Co, Frankfurt am Main 1997.
- William Gaddis: Die Erlöser. Rowohlt, Reinbek bei Hamburg 1988.
- William Gaddis: J R. Zweitausendeins, Frankfurt am Main. 1996. Neuausgabe: DVA, München 2010.
- William Goldman: Als die Gondolieri schwiegen. Eichborn, Frankfurt am Main 2003. ISBN 978-3-8218-0879-6.
- Alice Greenway: Schmale Pfade. mare, Hamburg 2016, ISBN 978-3-86648-232-6.
- Sudhir Kakar: Die Seele der Anderen. Beck, München 2012.
- Victor LaValle: Monster. Beck, München 2004.
- Leitfaden für britische Soldaten in Deutschland 1944. Kiepenheuer & Witsch, Köln 2014. ISBN 978-3-462-04634-2.
- Andrew Motion: Silver. Rückkehr zur Schatzinsel. mare, Hamburg 2014, ISBN 978-3-86648-188-6.
- Jeffrey Moore: Die Gedächtniskünstler. Eichborn, Frankfurt am Main 2006.
- John O’Hara: Begegnung in Samarra. Beck, München 2007. ISBN 978-3-406-55751-4.
- John O’Hara: BUtterfield 8. Beck, München 2008. ISBN 978-3-406-57033-9.
- Robert Olmstead: Jagdsaison. Rowohlt, Reinbek 1991.
- Matt Beynon Rees: Ein Grab in Gaza. Beck, München 2009.
- Matt Beynon Rees: Der Tote von Nablus. Beck, München 2010.
- Matt Beynon Rees: Der Attentäter von Brooklyn. Beck, München 2011.
- Matt Beynon Rees: Mozarts letzte Arie. Beck, München 2012.
- Matt Beynon Rees: Mit Blut signiert. Beck, München 2013.
- Charles Simmons: Belles Lettres. Beck, München 2003. ISBN 978-3-406-50970-4. ISBN 978-3-406-50970-4.
- Charles Simmons: Bekenntnisse eines ungeübten Sünders. Beck, München 2005.
- Robert Louis Stevenson: Die Ebbe (Originaltitel: The Ebb Tide). Haffmans, Zürich 1998.
  - Vom Übersetzer überarbeitete und mit einem Nachwort versehene Neuausgabe: Manesse, Zürich / München 2012, ISBN 978-3-7175-2244-7.
- Robert Louis Stevenson: Mein Bett ist ein Boot. Der Versgarten eines Kindes. Lappan, Oldenburg, München 2002. ISBN 978-3-8303-1062-4
- Karen Usborne: Elizabeth von Arnim, eine Biographie. (Originaltitel: Elizabeth: the Life of Elizabeth von Arnim). Fischer, Frankfurt am Main 2003, ISBN 3-89561-600-1.
- Nathanael West: Der Tag der Heuschrecke. (Originaltitel: The Day of the Locust), mit einem Nachwort von Bernd Eilert. Manesse, Zürich 2013, ISBN 978-3-7175-2272-0.

## Auszeichnungen
- 1986: Hamburger Literaturförderpreis
- 1989: Niedersächsisches Künstlerstipendium
- 1990: Preis der Villa Massimo/Rom
- 1993: Stipendium der Cité Internationale des Arts Paris
- 1994: Bettina-von-Arnim-Preis
- 1996: Écrivain Présent, Université de Poitiers
- 2005: Nicolas Born-Preis
- 2006: Elba-Stipendium Thyll-Dürr-Stiftung
- 2007: Stipendium Deutscher Literaturfonds
- 2009: Stipendium Villa Aurora / Los Angeles
- 2012: Writer in residence, Heinrich-Böll-Cottage / Achill Island, Irland
- 2013: Stipendium Deutscher Literaturfonds
- 2015: Rheingau-Literaturpreis für Konzert ohne Dichter
- 2015: Poet in residence, Universität Duisburg-Essen
- 2019: Berufung in die Freie Akademie der Künste in Hamburg
- 2020: Hannelore-Greve-Literaturpreis

## Gastprofessuren und Dozenturen
- Lehrbeauftragter Literaturwissenschaft, Universität Hamburg – 1980 bis 1987
- Writer in Residence, Keio-Universität/Tokio – 1992
- Gastprofessor Middlebury College, Vermont/USA – 1994 bis 2005
- Gastprofessor Dartmouth College, New Hampshire/USA – 1995
- Poetikdozentur „Kreatives Schreiben“, Universität Bielefeld – 1996 bis 2002
- Writer in Residence, Allegheny College, Pennsylvania/USA – 1996
- Gastprofessor am Deutschen Literaturinstitut Leipzig – 1998 bis 1999